# Paleofon
V roce 1877 francouzský amatérský vědec a básník Charles Cros vznesl teorii, že obrys zaznamenané linky by bylo možné složitou technikou, která se již používala k vytváření obtisků ručních linkových kreseb, chemicky vyleptat na kovový válec, nebo kovový kotouč a pomocí pohybu jehly v této vzniklé drážce zvuk přehrát. Jehla by opět byla spojena s membránou, která by ozvučným korpusem šířila snímaný zvuk do prostoru. Jednalo se o obrácený princip záznamu fonautografu. Zatím jen imaginárnímu přístroji se říkalo paleofon (z angl. paleophone). Než však bylo možné teorii praktikovat, Thomas Alva Edison vynalezl fonograf, který v podstatě na uvedené technice fungoval a reprodukce fonautografových záznamů již pozbyla svoji důležitost.
Až v roce 2008 se opět pomocí digitální technologie podařilo velmi náročným obrazovým skenováním záznamů převést obrazovou podobu křivky na zvuk. Byly tak získány krátké velice obtížně srozumitelné nahrávky z roku 1860, tedy téměř úctyhodných 150 let staré. Jak se později po důkladném zkoumání zjistilo, jednalo se o záznam francouzské lidové písně „Au clair de la lune“, kterou na fonautograf nahrál jeho samotný vynálezce, a dva další krátké úryvky písní.
Na každý pád lze říci, že fonautograf započal dlouhé údobí mechanického záznamu, bez kterého by se obecně záznam zvuku vydal přinejmenším jinou cestou.